# G8 del 2001

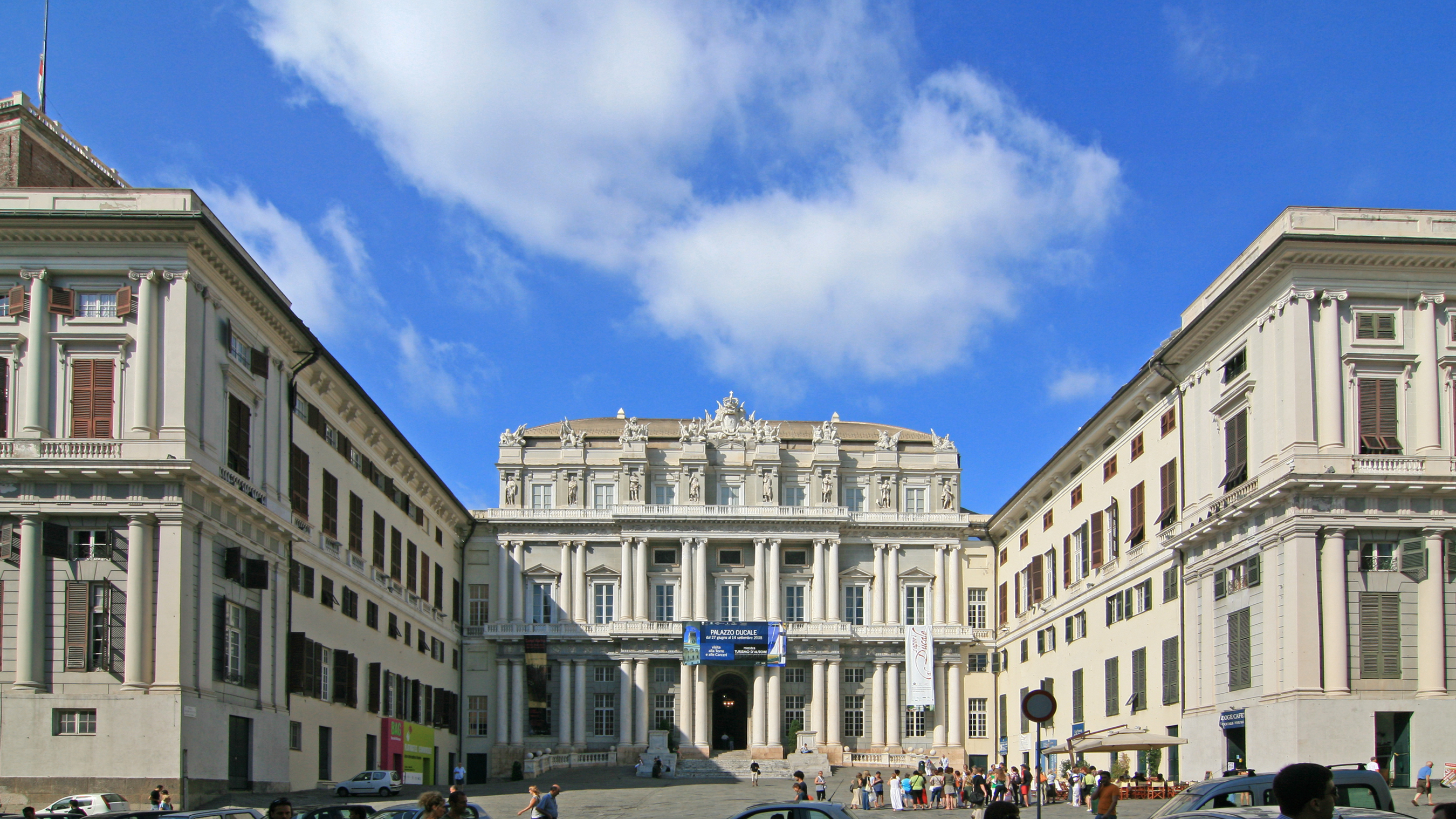
Il Palazzo Ducale, sede del vertice

Il 27º vertice del G8 si è svolto in Italia, a Genova, dal 19 al 22 luglio 2001. La riunione è stata guidata dal presidente del Consiglio Silvio Berlusconi al Palazzo Ducale di Genova. 
È noto soprattutto per le violente repressioni avvenute e violazioni dei diritti umani da parte delle forze dell'ordine nel capoluogo ligure negli stessi giorni del vertice. Per questo, e anche in seguito agli attentati dell'11 settembre 2001, è stato l'ultimo summit tenutosi in una grande città. Dall'anno successivo, infatti, i membri del G8 avrebbero svolto i loro incontri in luoghi meno accessibili.

## Partecipanti
| I membri del G7 In grassetto lo stato ospitante | Rappresentato da   | Titolo                                       |
| ----------------------------------------------- | ------------------ | -------------------------------------------- |
| Italia                                          | Silvio Berlusconi  | Presidente del Consiglio                     |
| Germania                                        | Gerhard Schröder   | Cancelliere federale                         |
| Francia                                         | Jacques Chirac     | Presidente                                   |
| Canada                                          | Jean Chrétien      | Primo Ministro                               |
| Giappone                                        | Jun'ichirō Koizumi | Primo Ministro                               |
| Regno Unito                                     | Tony Blair         | Primo Ministro                               |
| Russia                                          | Vladimir Putin     | Presidente                                   |
| Stati Uniti d'America                           | George W. Bush     | Presidente                                   |
| Unione europea                                  | Romano Prodi       | Presidente della Commissione europea         |
| Unione europea                                  | Guy Verhofstadt    | Presidente del Consiglio dell'Unione europea |

## Galleria d'immagini

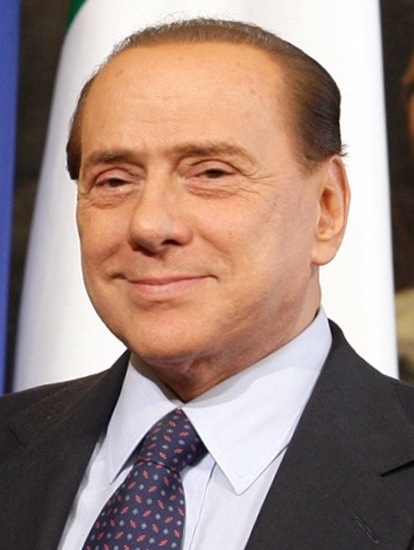
ItaliaSilvio Berlusconi, Presidente del Consiglio
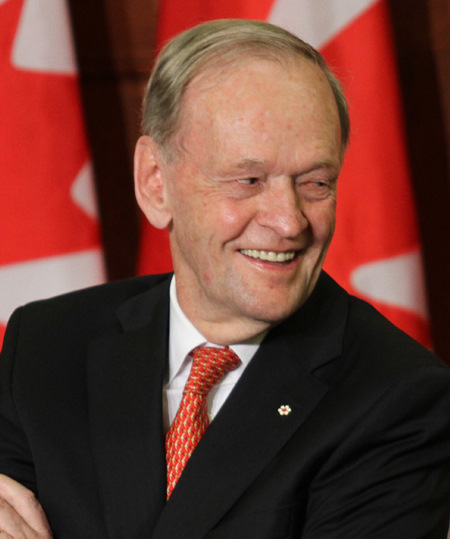
CanadaJean Chrétien, Primo ministro
FranciaJacques Chirac, Presidente
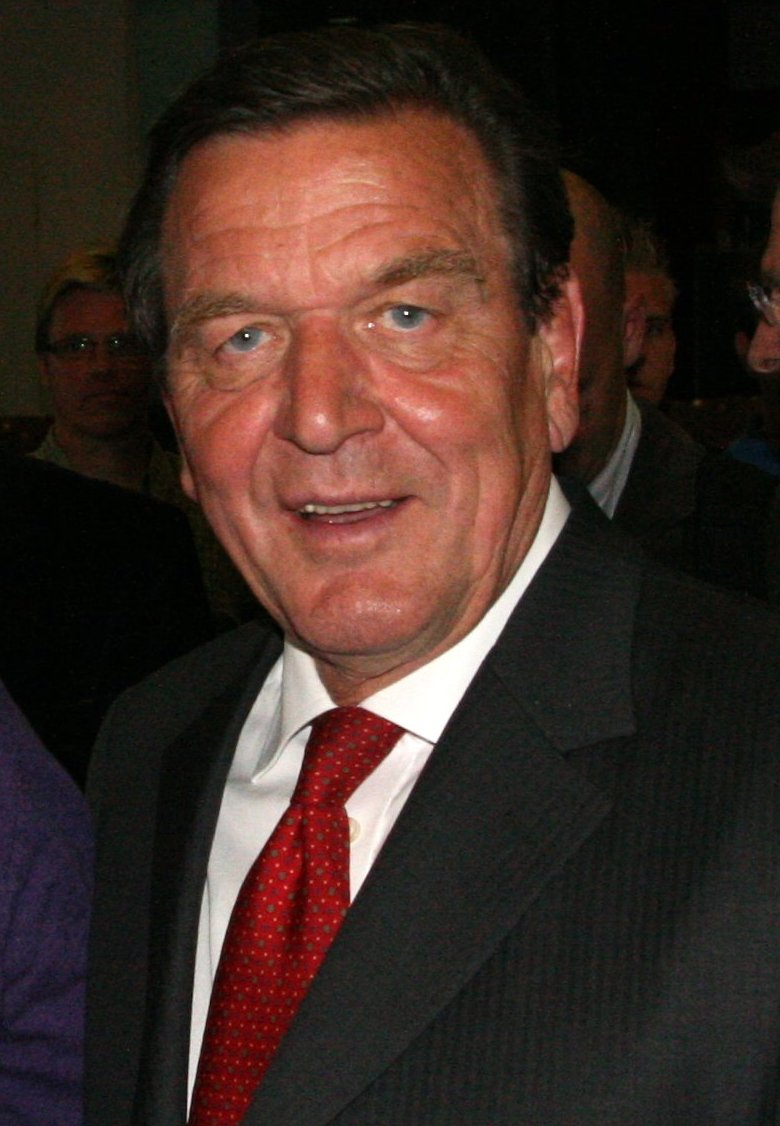
GermaniaGerhard Schröder, Cancelliere
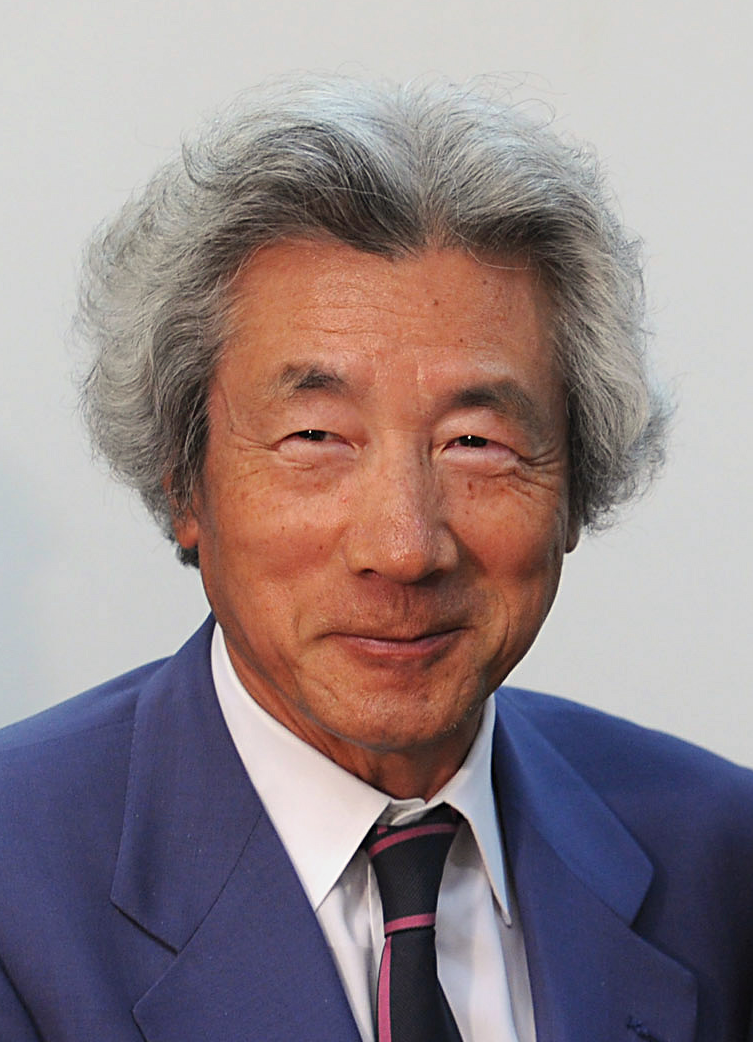
GiapponeJun'ichirō Koizumi, Primo ministro
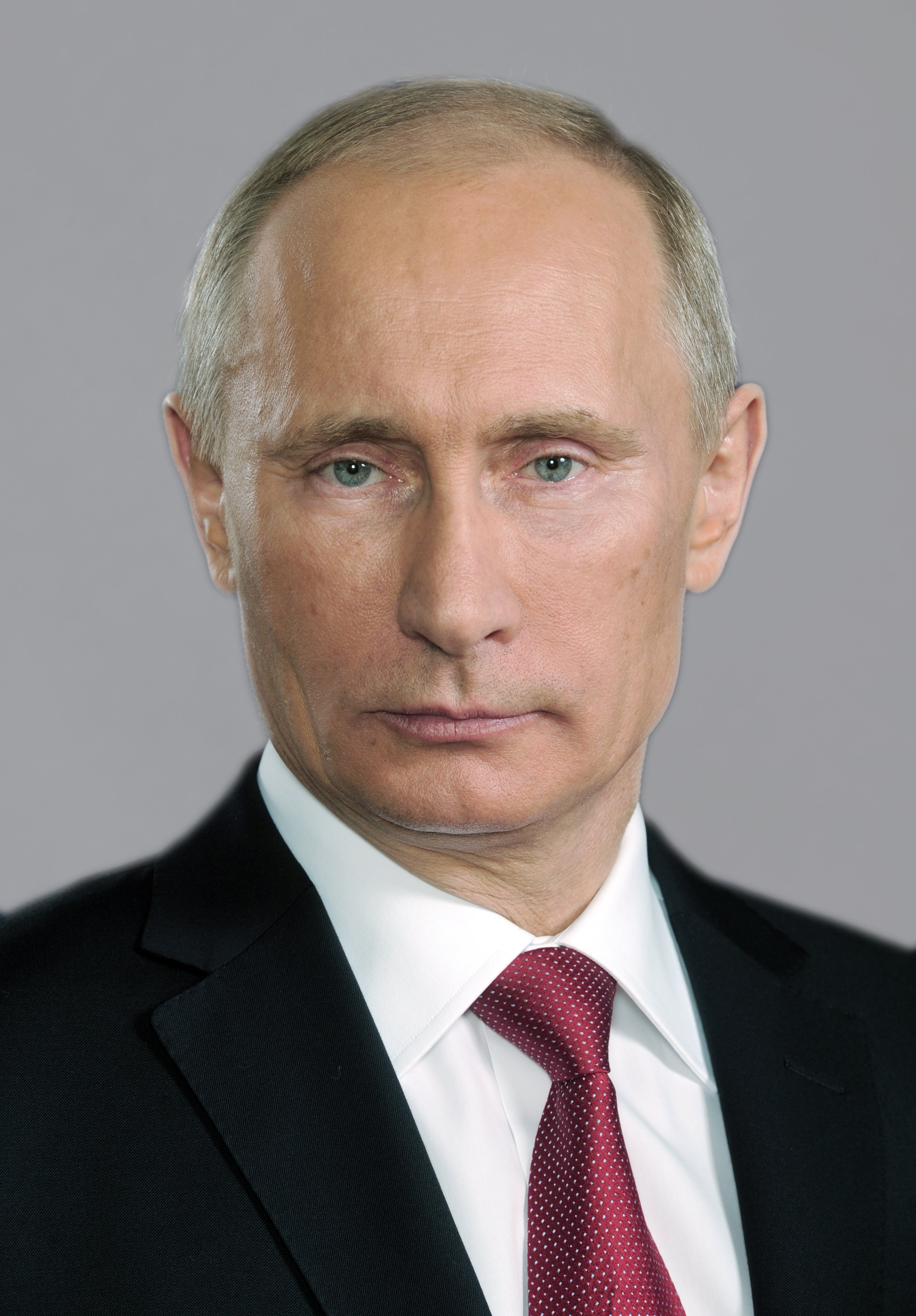
RussiaVladimir Putin, Presidente
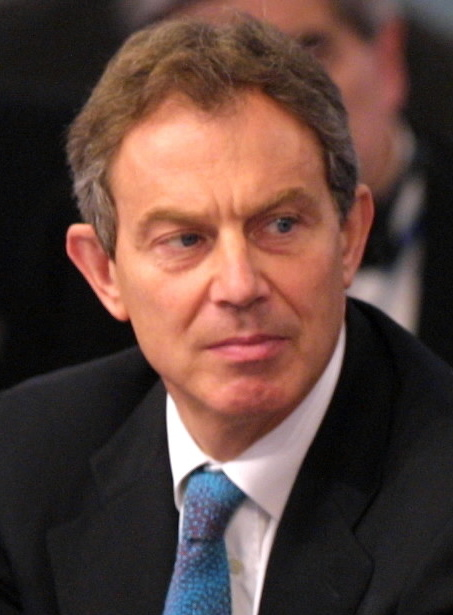
Regno UnitoTony Blair, Primo ministro
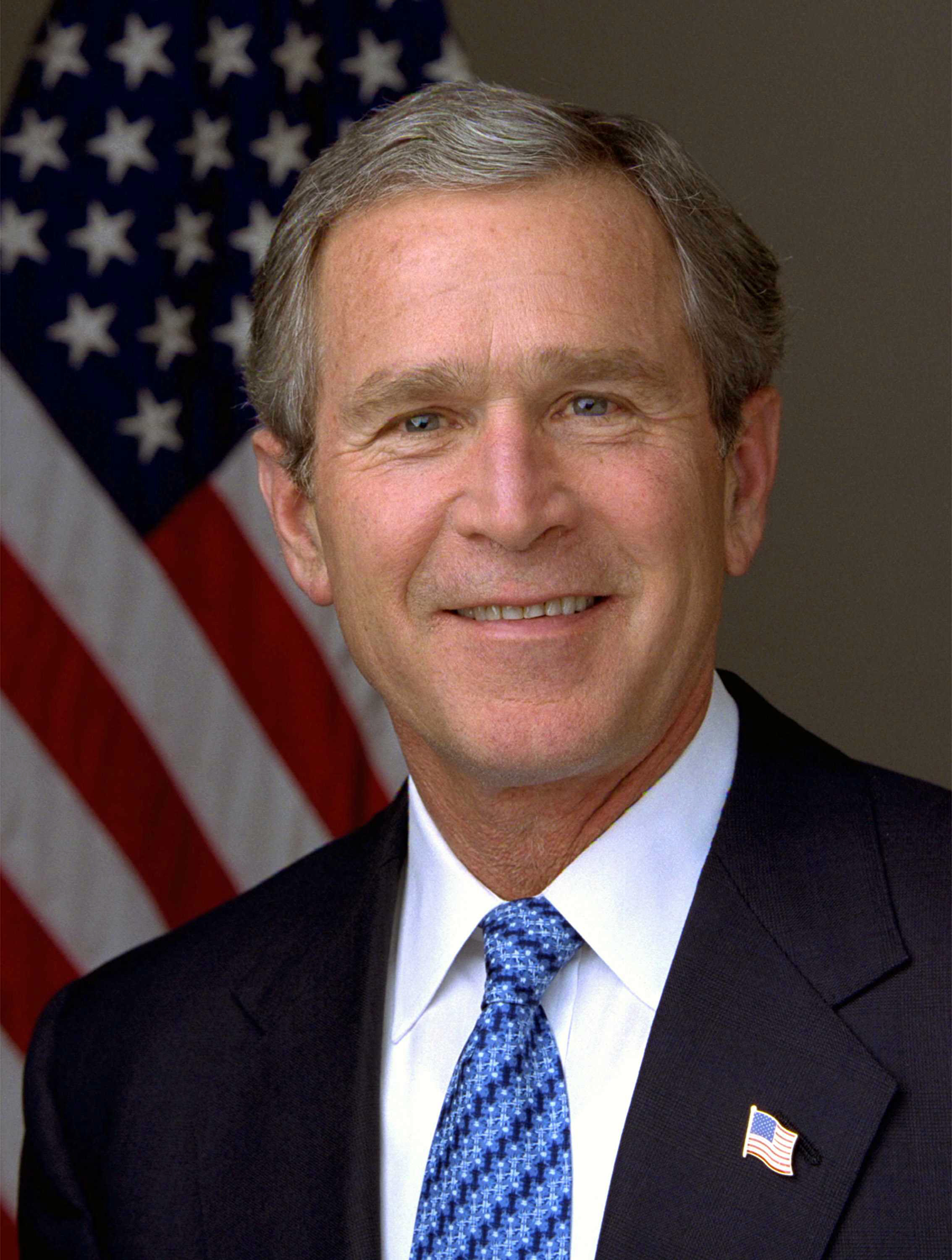
Stati Uniti d'AmericaGeorge W. Bush, Presidente
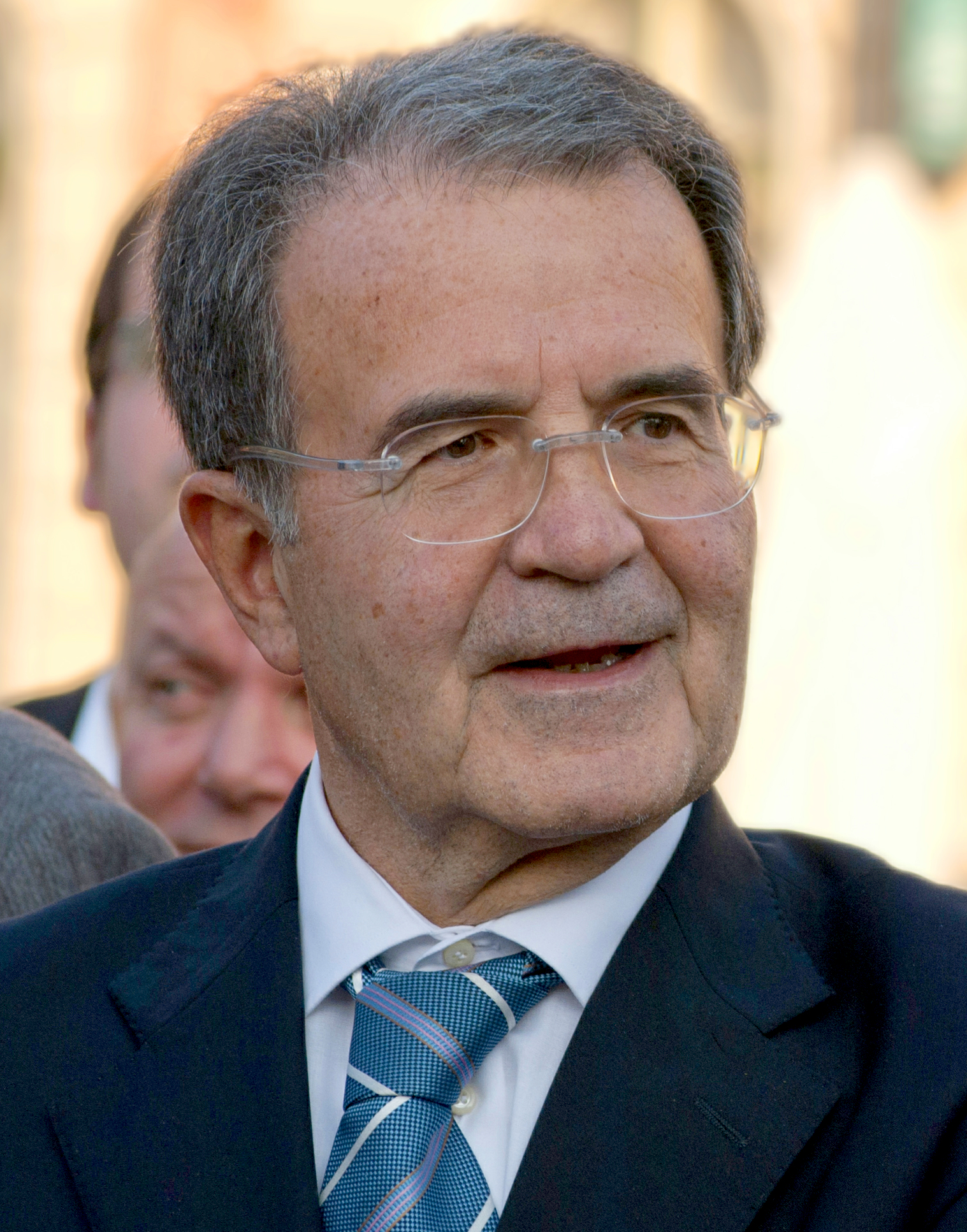
Unione europeaRomano Prodi, Presidente della Commissione
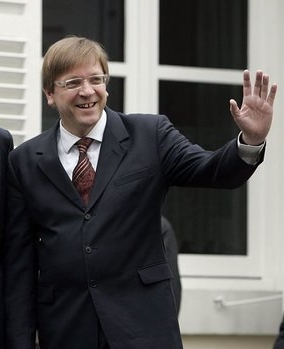
Unione europeaGuy Verhofstadt, Primo ministro del Belgio, Presidente di turno del Consiglio europeo

## Proteste
Gli stessi giorni del G8 di Genova furono caratterizzati da diverse manifestazioni di dissenso portate avanti dai movimenti no-global e dalle associazioni pacifiste, ma soprattutto dai violenti scontri tra le forze dell'ordine e i manifestanti. Il bilancio sarà di un morto (il manifestante Carlo Giuliani), quasi 600 feriti e oltre 200 arresti.